# Rodney Soher
Rodney Ewart Soher, född 27 november 1893 i Brighton, East Sussex, död 25 januari 1983 i Westminster, Storlondon, var en brittisk bobåkare som tävlade under 1920-talet. Han vann silver i fyrmansbob vid olympiska vinterspelen 1924.